# ماساتاكا تامورا
ماساتاكا تامورا (باليابانية: 田村 仁崇) (12 يناير 1988 في أوكاياما في اليابان – )؛ هو لاعب كرة قدم ياباني سابق كان يلعب كمدافع.

## وصلات خارجية
- ماساتاكا تامورا على موقع رابطة كرة القدم اليابانية للمحترفين (اليابانية)
- ماساتاكا تامورا على موقع Soccerway.com (الإنجليزية)
- ماساتاكا تامورا على موقع عالم كرة القدم.نت (الإنجليزية)